# Aurelino Leal
Aurelino Leal este un oraș în unitatea federativă  Bahia (BA) din Brazilia.